# Fillipe Soutto
Fillipe Soutto Mayor Nogueira Ferreira, mais conhecido como Fillipe Soutto, (Belo Horizonte, 11 de março de 1991), é um futebolista brasileiro que atua como volante e meia. Atualmente, joga pelo Betim.

## Carreira

### Atlético Mineiro
Fillipe tem uma longa história de dedicação ao Atlético Mineiro. Começou a jogar futebol na escolinha de futsal do clube com apenas cinco anos de idade, no Labareda, em 1996. Após se destacar, foi levado pelo seu treinador para uma peneira, em 2002, com o intuito de ingressar nas categorias de base do Galo. Logo no primeiro treino, Soutto já demonstrou uma de suas principais armas até hoje: a cobrança de falta. Marcou um gol e foi chamado para se juntar aos garotos.
Em 2007, Fillipe assinou seu primeiro contrato com o clube mineiro e, logo no ano seguinte, foi campeão do Torneio de Gradisca, na Itália, que contou com times como Milan, Juventus, Udinese, CSKA Moscou, Borussia Dortmund, Sampdoria, Seleção dos Estados Unidos, entre outros. Soutto foi o capitão da equipe campeã e levantou a taça. Durante o torneio, o Galo enfrentou os gigantes italianos Milan e Juventus e triunfou em ambas as partidas, terminando invicto na competição.
Desde essa época já era visto o poder de liderança de Fillipe, sempre sendo o principal ponto de elo do time, liderando conversas e reuniões antes, durante e depois dos jogos.

#### Ascensão para o profissional
Em 2009, Soutto teve um ano no auge: foi capitão e principal jogador do time campeão da Taça BH e do Campeonato Mineiro de Juniores, jogando todos os jogos como titular e sendo muito importante ao grupo. Liderou o time que chegou à final do Campeonato Brasileiro Sub-20 e teve suas características em comparadas, por um comentarista do SporTV, às que Xavi, campeão do mundo em 2010 e multi campeão com o Barcelona. No mesmo ano subiu para os profissionais, mas logo no primeiro treino, Marcos, ex-zagueiro do Atlético, quebrou seu nariz com um chute em uma disputa por uma bola no alto. Apesar do contratempo, devido à perspectiva futura e o excelente trabalho realizado desde as categorias de base, Fillipe teve seu contrato renovado até 2013.
Soutto continuou demonstrando no profissional as suas principais características: firmeza na marcação, visão de jogo privilegiada e um domínio privilegiado de fundamentos como passe (seja curto ou longo) e chute a gol, se destacando principalmente nas bolas paradas.
O jogador fez sua estreia pelo time profissional do Atlético em 2010, no jogo contra o Ceará, válido pelo Campeonato Brasileiro. Ainda naquele ano, enfrentaria e venceria o Atlético-GO pela mesma competição. Concomitantemente, disputava a Copa do Brasil Sub-23.
Após a pausa para o fim de ano, o jogador foi integrado em definitivo ao elenco profissional do Galo. E Fillipe atuaria novamente já no Campeonato Mineiro, na partida contra o Democrata, quando fez um jogo sólido e firme, o que permitiu conquistar uma vaga entre os titulares. Mesmo na partida diante do Grêmio Prudente, que gerou a eliminação do Galo na Copa do Brasil, o volante demonstrou que estava pronto para o desafio no profissional e foi um dos únicos que se salvaram em campo. Foi dele a assistência, em cobrança de falta, que originou o polêmico gol anulado naquele jogo, que poderia ter feito com que o Atlético passasse de fase.
O jogador continuou jogando bem no time titular. Ao fim do Campeonato Mineiro, apesar da perda do título, Fillipe Soutto foi eleito a revelação do campeonato e ganhou o Troféu Guará de melhor volante da competição.
Após uma boa sequência de jogos, o jogador sentiu uma dor no joelho direito em um jogo contra o São Paulo, onde foi constatada uma lesão, que o obrigou a se submeter a uma artroscopia. Apesar da cirurgia ter sido um sucesso, isso lhe custou a convocação para a Seleção Brasileira Sub-20 do treinador Ney Franco. Caso tivesse condições, iria disputar o mundial da categoria na Colômbia , torneio do qual o Brasil se sagrou campeão e revelou a geração contemporânea de Soutto, que conta com Neymar, Oscar e Lucas.
Fillipe teve uma recuperação surpreendente e voltou aos campos apenas dois meses depois, na derrota do Galo para o Coritiba, já demonstrando um ótimo rendimento.. Com a saída do treinador Dorival Junior, Cuca assumiu o time e Soutto continuou fazendo um excelente papel. Marcou dois belos gols: contra o arquirrival Cruzeiro e, posteriormente, contra o Palmeiras, ambos indubitavelmente dos tentos mais bonitos do clube na temporada. Além dos gols, foi um dos heróis da equipe na fuga do rebaixamento da equipe, que flertou com a degola durante boa parte da competição, especialmente no período em que o volante esteve de fora. 
Após seu retorno, foi escolhido 3 vezes como um dos 11 jogadores da rodada pelo Troféu Armando Nogueira e entrou na seleção do Troféu Guará e o Troféu Tele Santana, dois dos mais renomados prêmios da imprensa mineira. A explosão de Soutto fez com que tivesse novamente seu contrato renovado com o clube, dessa vez, até abril de 2016.
Com a chegada de reforços, Fillipe, apesar do ano anterior muito bom, começou na reserva. Mas, na reta final do Mineiro e na Copa do Brasil reassumiu a titularidade, tendo assim excelentes atuações, inclusive fazendo mais um gol, dessa vez contra o Penarol-AM, em confronto válido pela Copa do Brasil. O ano de 2012 terminou com o vice-campeonato brasileiro para o Galo e para Soutto. O jogador, porém, já não tinha tantas oportunidades com o técnico Cuca.

### Vasco da Gama
Apesar do bom rendimento que sempre mostrou quando teve oportunidades com a camisa do Galo, o jogador mudou de ares ao fim de 2012. No dia 19 de dezembro, Fillipe Soutto e Atlético Mineiro acertaram com o Vasco um empréstimo de um ano. Em troca, o atacante Alecsandro foi para o clube mineiro. Pela equipe cruzmaltina, Soutto fez 26 jogos, tendo se destacado em meio à equipe. Durante sua passagem pelo Rio de Janeiro, o jogador foi comparado em diversos momentos com Juninho Pernambucano, que o acolheu como pupilo em São Januário. Mantendo o bom desempenho no passe e em lançamentos, Fillipe ainda terminou a temporada com ponto forte nas assistências e na criação de jogadas que finalizaram em gols da equipe. Em 31 de dezembro de 2013, porém, o contrato de empréstimo expirou e o jogador retornou ao clube de origem. 

### Retorno ao Atlético Mineiro
O jogador retornou ao Galo no início de 2014 e, atualmente, faz parte da equipe que disputa o Campeonato Brasileiro. Ele esteve presente também no elenco durante as disputas da Copa Libertadores e do Campeonato Mineiro, torneio do qual foi vice-campeão.Atualmente atua pelo Joinville Esporte Clube.

### Empréstimo ao Joinville
Em setembro de 2014, sem espaço com o técnico Levir Culpi, Fillipe Soutto é emprestado ao Joinville até o fim da temporada. Seu contrato com o Galo vai até o fim de 2016.

### Náutico
Em janeiro de 2015, Fillipe Soutto foi novamente emprestado, desta vez, para o Náutico até o final de 2015.

### Linense
Sem espaço no Galo, Fillipe Soutto foi emprestado ao Linense.

### Londrina
Em agosto, Fillipe Soutto foi emprestado até o final de 2016, para o Londrina.

### Red Bull Brasil
Em 29 de dezembro de 2016, Fillipe Soutto encerrou seu ciclo com o Galo após 20 anos e acertou com o Red Bull Brasil para a disputa do Campeonato Paulista.

## Títulos
Atlético Mineiro
- Campeonato Mineiro: 2012
- Recopa Sul-Americana: 2014

Joinville
- Campeonato Brasileiro Série - B: 2014

## Conquistas Individuais e feitos
Atlético Mineiro
- Revelação do Troféu Globo Minas: 2011
- Melhor volante do Troféu Guará: 2011
- Revelação do Troféu Guará: 2011

### Outros
- Vice-Campeão do Campeonato Brasileiro: 2012
- Vice-Campeão do Campeonato Mineiro: 2011 e 2014